# 歌川貞綱
歌川 貞綱（うたがわ さだつな、生没年不詳）とは、江戸時代の浮世絵師。

## 来歴
歌川国貞の門人。歌川の画姓を称し五鳳亭と号す。作画期は天保頃とされ、国貞風の美人画などを残している。文政11年（1828年）建立の豊国先生瘞筆之碑に「国貞社中」として「貞綱」の名が見られる。

## 作品
- 「大もんじ屋内　本つえ」　大判錦絵　ボストン美術館所蔵
- 「摂州須广内裏源平大合戦之図」　大判錦絵3枚続　ボストン美術館所蔵
- 「忠臣蔵義士四十七士引取ノ図」　大判錦絵3枚続